# ملعب سيكسفيلدز
سيكسفيلدز (بالإنجليزية: Sixfields Stadium)‏ هو ملعب كرة قدم في نورثابتون بإنجلترا. اُفتُتح عام 1994 ، يتسع الملعب إلى 7,653 متفرج.